# Centreville, Alabama
Centreville là một thành phố thuộc quận Bibb, tiểu bang Alabama, Hoa Kỳ. Dân số năm 2009 là 2609 người, mật độ đạt 107 người/km².